# Panulia unilineata
Panulia unilineata là một loài bướm đêm trong họ Geometridae.